# Manettia coccinea
Manettia coccinea é uma espécie de dicotiledónea pertencente à família Rubiaceae, descrita em 1798.